# Scott Ziehl
Scott Ziehl est un réalisateur, producteur, scénariste et acteur américain.

## Réalisateur
- 1998 : Dérapages
- 2001 : Proximity
- 2004 : Kidnapping[source insuffisante] (Three Way)
- 2004 : Sexe Intentions 3
- 2005 : Demon Hunter
- 2007 : Road House 2
- 2008 : Exit Speed
- 2012 : Shadow Witness